# Infundibulipora lucernaria
Infundibulipora lucernaria is een mosdiertjessoort uit de familie van de Cytididae. De wetenschappelijke naam van de soort is, als Defrancia lucernaria, voor het eerst geldig gepubliceerd in 1851 door Sars.